# Jonckheere 900
Jonckheere 900 ist ein Planetarischer Nebel im Sternbild Zwillinge auf der Ekliptik.
Das Objekt wurde im Jahr 1912 von Robert Jonckheere entdeckt.